# Liste de bulles pontificales
Une bulle (en latin : bulla, c'est-à-dire le sceau) est un document pontifical scellé. Une bulle désigne un décret du pape rédigé en forme solennelle et scellé soit d'un sceau de plomb (la bulla) pour les documents ordinaires, d’une bulla d’or ou d’argent pour d’autres plus importants, soit plus simplement d'un cachet de cire. Elle est ordinairement désignée par les premiers mots du texte, l'Incipit. Le pape adresse — il fulmine — certains types de messages sous la forme de bulles.
La bulle pontificale est normalement un décret traitant du gouvernement de l'Église et présentant un intérêt public (contrairement au bref apostolique qui a un caractère administratif).
L’appellation de « bulle » fait référence à la forme suivant laquelle le document est émis et cette forme peut concerner des documents de nature différente. C'est la forme normalement employée pour convoquer un concile et en publier ses décrets. Une constitution apostolique prend, par exemple, souvent la forme d'une bulle. Certains bénéfices d'évêchés, la collation d'évêchés ou d'abbayes, sont également conférés sous forme de bulle.
On en distingue de plusieurs sortes selon leur destination. Les principales sont les bulles d'excommunication et les bulles doctrinales.
Elles sont très nombreuses, mais parmi les plus connues on peut citer : Ausculta fili, Clericis laicos, Exsurge Domine, In Cœna Domini, Quanta cura...

## Xesiècle

### 998
- Bulle contre le roi de France Robert le Pieux. (sujet à caution)

## XIesiècle

### 1059
- 13 avril, In nomine Domini, promulguée par le pape Nicolas II, réservant l'élection du pape aux cardinaux.

### 1074
- Grégoire VII défend aux prélats de recevoir l'investiture des princes séculiers, qui devint le principe de la Querelle des Investitures.

### 1079
- Libertas ecclesiae : bulle relative à la liberté de l'Église.
- Antiqua sanctorum patrum : bulle confirmant la primauté de l'archevêque de Lyon sur quatre provinces ecclésiastiques de Gaule lyonnaise.

### 1095
- Bulle contre le roi de France Philippe Ier.

## XIIesiècle

### 1113
- 15 février : Pie postulatio voluntatis par Pascal II : création des Hospitaliers de l'ordre de Saint-Jean de Jérusalem

### 1119
- 19 juin, Ad hoc nos disponente par Calixte II : confirmation des privilèges et des possessions des Hospitaliers de Saint-Jean de Jérusalem

### c. 1119-1124
- Sicut Judaeis par Calixte II : il n'est pas permis aux Juifs de jouir de libertés au-delà de leurs droits légaux, de même ils n'ont pas à se voir privés de ces droits.

### 1136
- 7 juillet, Ex commisso nobis, appelée aussi bulle de Gniezno : Innocent II confirme l’indépendance de l’Église polonaise. Contient la première référence écrite de la langue polonaise.

### 1139
- 29 mars, Omne datum optimum : officialise l'ordre du Temple et reconnaît sa règle, accorde à ses membres tout butin conquis sur les Sarrasins en Terre sainte et place l'ordre et ses maisons sous la protection directe du Saint-Siège.

### 1144
- 9 janvier, Milites Templi : bulle commandant au clergé de protéger et soutenir les chevaliers de l'ordre du Temple.

### 1145
- Militia Dei : bulle confirmant l'indépendance des chevaliers de l'ordre du Temple vis-à-vis du clergé séculier.
- Quantum praedecessores : première bulle de croisade, qui place le croisé, sa famille et ses biens sous la protection de l'Église.

### 1154
- Christiane fidei religio : confirmation et ajout à la règle les privilèges et les droits additionnels des Hospitaliers de l'ordre de Saint-Jean de Jérusalem.

### 1155
- Laudabiliter par Adrien IV.

### 1160
- Bulle contre l'Empereur Frédéric Barberousse.

### 1179
- 23 mai, Manifestis Probatum : Alexandre III reconnait officiellement Alphonse Ier comme le premier roi du Portugal.

### 1184
- novembre, Ad abolendam, par Lucius III : bulle confirmant la fondation du Chapitre de la Collégiale de Saint-Florent à Roye[1].

### 1187
- Audita tremendi, par Grégoire VIII, appelant à la troisième croisade.

### 1192
- Cum Universi : par Célestin III, l'Église d'Écosse ne relève désormais plus de l'archevêque d'York mais du Saint-Siège.

### 1196
- 8 décembre, Effectum justa postulantibus : bulle autorisant les Templiers et les Hospitaliers à édifier des sanctuaires sur les terres arrachées aux Sarrasins, dont ils ont hérité par droit de conquête ou fait l’acquisition.

### 1198
- 15 août, Post Miserabile par Innocent III : bulle donnant des privilèges au futur croisé et lançant l'appel à la Croisade[2].
- Dilecti filii  par Innocent III : précision de la bulle Militia Dei de 1145 afin de régler un conflit entre le clergé et l'ordre du Temple.

### 1199
- 25 mars : Vergentis in senium par Innocent III, qui assimile l'hérésie au crime de lèse-majesté tel que le concevait le droit romain, posant ainsi les bases de l'Inquisition de l'hérésie.

## XIIIesiècle

### 1200
- Bulle contre le roi de France Philippe Auguste.

### 1205
- Etsi non displiceat : Innocent III adresse une liste d'accusation à l'encontre des juifs au roi de France

### 1207
- 23 septembre, Ad eliminandam : fixe des normes pour la répression des hérésies.

### 1216
- 11 août, Religiosos viros fratres bulle d'Innocent III renouvelée par Honorius III : obligation aux prélats de la chrétienté de dissuader les fidèles d’exiger des Templiers des droits de péage, de vente, de passage et de cauchiage aux portes des villes.
- 15 décembre, Cum apostolica Sedes bulle d'Eugène III renouvelée par Honorius III : obligation au haut-clergé de laisser les Templiers user librement de la sépulture ecclésiastique lorsque ces derniers n’étaient pas frappés d’anathème.
- 22 décembre, Religiosam vitam : confirmation de la fondation de l’ordre des Prêcheurs.

### 1218
- In generali concilio (destinée à l'archevêque de Tolède) : Honorius III ordonne l'exécution des décisions du 4e concile de Latran qui prit plusieurs mesures à l'encontre des juifs.

### 1219
- 16 novembre, Super specula : Honorius III interdit l'enseignement du droit civil (droit romain) à l'Université de Paris.

### 1220
- 15 décembre, Etsi neque : bulle  plaçant l’ordre Teutonique à égalité avec les Templiers et les Hospitaliers.

### 1223
- 11 juin, Vox in Rama : Affirmation de la réalité de cérémonies maléfiques secrètes organisées par des hérétiques avec la participation du Diable.
- 29 novembre, Solet annuere : Honorius III approuve la règle des Franciscains.

### 1227
- Bulle contre l'Empereur Frédéric II du Saint-Empire.

### 1231
- Parens scientiarum : Grégoire IX accorde autonomie et privilèges à l'université de Paris.

### 1232
- 8 février, Ille humani generis (nl) : Grégoire IX confie l' « affaire de la foi », c'est-à-dire l'Inquisition aux dominicains.

### 1233
- Etsi Judaeorum : Grégoire IX demande aux prélats de tous niveaux de prévenir et de limiter les attaques des chrétiens envers les juifs.
- Vox in Rama  par Grégoire IX : Première bulle contre les sorcières.

### 1239
- Si vera sunt : Grégoire IX demande la confiscation et l’inspection des livres du Talmud par les prélats de France et d'Espagne

### 1244
- 9 mai, Impia Iudaeorum perfidia : Innocent IV exhorte le roi Saint Louis à brûler le Talmud et divers autres livres juifs dans tout son royaume.

### 1245
- 5 mars, Dei patris inmensa : Lettre d'Innocent IV aux Mongols leur exposant la foi chrétienne. Cette lettre ne semble pas avoir été transmise.
- 13 mars, Cum non solum : Lettre d'Innocent IV aux Mongols leur enjoignant de ne pas s'attaquer aux Chrétiens, et sondant leurs intentions.
- 17 juillet, Ad Apostolicae Dignitatis : Innocent IV prononce la déposition de l'Empereur Frédéric II du Saint-Empire.

### 1247
- Lachrymabilem Judaeorum par Innocent IV

### 1248
- Viam agnoscere veritatis : Lettre d'Innocent IV aux Mongols leur enjoignant de ne pas s'attaquer aux Chrétiens, et sondant leurs intentions.

### 1252
- 15 mai, Ad extirpanda : Innocent IV autorise l'Inquisition à recourir à la torture contre les hérétiques et y légitime cette décision.

### 1263
- Bulle contre le roi de Naples Manfred Ier de Sicile.

### 1267
- Turbato corde : Clément IV autorise la poursuite des chrétiens reniant leur foi et lui préférant le rite juif.

### 1274
- 7 juillet, Ubi periculum : Grégoire X établit le conclave comme mode d'élection des papes.

### 1294
29 septembre, Inter sanctorum solemnia : accorde pour la première fois une indulgence plénière à ceux qui, ayant les dispositions spirituelles requises font certains exercices spirituels définis dans la basilique du Collemaggio, à L’Aquila, le jour de la fête liturgique du martyre de saint Jean-Baptiste.

### 1295
- 23 juillet, Romanus pontifex : Boniface VIII érige le diocèse de Pamiers en enclave dans celui de Toulouse pour Bernard Saisset lorsqu'il est en conflit avec le comte de Foix.

### 1296
- 25 février, Clericis laicos : Boniface VIII proteste contre une levée de décimes par le roi de France Philippe IV le Bel.
- 20 septembre, Ineffabilis amor : Le pape autorise les membres du clergé à faire des dons au roi.

### 1297
- 7 février, Romana mater Ecclesia : Les clercs ne sont plus applicables à la bulle Clericis laicos.
- 4 avril, Super reges et regna : Boniface VIII, afin de régler le différend entre la maison d'Anjou et la couronne d'Aragon, investit le roi d'Aragon du jus invadendi (droit de conquête légitime) sur la Sardaigne et la Corse.
- 10 mai, In excelso throno
- 23 mai, Lapis abscissus : Boniface VIII déclare formellement les anciens cardinaux Giacomo et Pietro Colonna comme étant blasphémateurs et schismatiques.
- 27 juillet, Ab dim : Le royaume de France n'est plus autorisé à lever des revenus, qui serviraient à payer la rançon du roi, sur ses vassaux.
- 31 juillet, Etsi de Statu : Boniface donne de nouveau la possibilité au roi d'imposer des bénéfices ecclésiastiques sans l'accord préalable du pontife.

### 1299
- 3 mars, Sacrosanctæ Romanæ Ecclesiæ : Boniface VIII promulgue son recueil de droit canonique, le Sexte ou Sextus Liber Decretalium.
- 27 juin, Scimus fili : Boniface VIII condamne l'invasion et l'occupation de l'Écosse, qu'il considère comme  un fief papal, par le roi d'Angleterre Édouard Ier.
- 27 septembre, Detestande feritatis : Boniface VIII condamne la pratique de démembrement des défunts alors à la mode chez les nobles.

## XIVesiècle

### 1300
- 18 février, Super cathedram.
- 22 février : Antiquorum habet fida relatio (premier jubilé)

### 1301
- 5 décembre, Ausculta fili : Le pape Boniface VIII rappelle la supériorité du pouvoir spirituel sur le temporel et convoque le roi de France Philippe IV le Bel devant un concile à Rome.

### 1302
- 18 novembre, Unam Sanctam : proclamation de la suprématie de l'Église sur l'État et, de ce fait, l'obligation pour toute créature humaine de se soumettre au souverain pontife.

### 1303
- 8 septembre (non fulminée), Super patri solio : Le pape Boniface VIII prononce une sentence d'excommunication contre le roi de France Philippe IV le Bel.

### 1304
- 7 juin, Flagitiosum scelus : excommunication et citation à comparaître auprès du Siège apostolique des auteurs de l'attentat d'Anagni.

### 1307
- 22 novembre, Pastoralis preeminentie : ordonne l'arrestation de tous les Templiers de la Chrétienté.

### 1308
- 5 juillet, Subit assidue : indique qu'il y aura deux procédures distinctes dans le cadre du procès de l'ordre du Temple. L'une concernera les personnes physiques et l'autre l'Ordre en tant que personne morale.
- 12 août, Faciens misericordiam : définit les accusations portées contre l'ordre du Temple.
- 12 août, Regnans in coelis : convoque le concile de Vienne.

### 1310
- 4 avril, Alma mater : reporte la date du concile de Vienne en octobre 1311.

### 1312
- 22 mars, Vox in excelso : dissolution de l'ordre du Temple.
- 2 mai, Ad providam transfère les biens des Templiers aux Hospitaliers de l'ordre de Saint-Jean de Jérusalem.
- 6 mai, Considerantes dudum : établit la situation juridique des anciens Templiers en trois catégories.

### 1317
- 10 juin, Ad fructus uberes : reconnait l'existence de l'ordre de Montesa dans le royaume d'Aragon.
- Spondent pariter quas non exhibent : Jean XXII interdit la pratique de l’alchimie.
- Sane Considerante : créé six nouveaux évêchés dans le diocèse de Toulouse qui est érigé en archevêché.

### 1319
- 14 mars, Ad ea ex quibus : reconnait l'existence de l'ordre du Christ dans le royaume du Portugal.

### 1323
- Cum inter nonnullos : Le pape Jean XXII déclare hérétique une thèse sur le Christ.

### 1326
- Super Illius Specula : autorise les inquisiteurs à poursuivre en droit les auteurs de pratiques de sorcellerie comme hérétiques.

### 1327
- Bulle contre l'empereur Louis IV de Bavière.

### 1346
- Bulle contre Louis IV de Bavière.

### 1377
- Bulle de Grégoire XI contre les erreurs de John Wyclif.

## XVesiècle

### 1425
- 9 décembre, Sapientie immarcessibilis : Martin V fonde l'Université Catholique de Louvain à la demande du Duc de Brabant Jean IV.

### 1431
- 29 mai, Eugène IV fonde l'université de Poitiers à la demande du roi Charles VII[3].

### 1435
- Sicut dudum : Eugène IV condamne l'esclavage des habitants Noirs des îles Canaries. Sous peine d’excommunication, tout maître d’esclave a quinze jours à compter de la réception de la bulle pour rendre leur liberté antérieure à toutes et chacune des personnes de l’un ou l’autre sexe qui étaient jusque-là résidentes desdites îles Canaries [...] Ces personnes devaient être totalement et à jamais libres et devaient être relâchées sans exaction ni perception d’aucune somme d’argent.

### 1439
- Laetantur Coeli : Réunification des Églises d'Orient et d'Occident au concile de Florence.

### 1442
- Illius qui : Eugène IV entérine les conquêtes du prince Henri le Navigateur en Afrique[4].

### 1452
- 18 juin, Dum Diversas : Donne au roi du Portugal Alphonse V de Portugal toute latitude pour soumettre les Sarrasins, païens et autres incroyants - voire les réduire à un esclavage perpétuel[4].

### 1455
- 8 janvier, Romanus pontifex : Approuve ce que le prince Henri le Navigateur et les Portugais ont déjà entrepris, souhaite que les populations naturelles soient bientôt converties au christianisme et donne son approbation expresse au monopole commercial des Portugais en Afrique. Les conquêtes dans ces derniers territoires seraient à jamais portugaises, de même que « toute la côte de Guinée, incluant les Indes » (ce nom désignant alors à peu près tous les territoires censés se situer sur la route de la Chine). Cette bulle parle également des conséquences salutaires qui résulteront de l'asservissement des païens[5].

### 1456
- mars, Inter caetera : Calixte III affirme que l'administration des nouvelles possessions portugaises et leurs intérêts devraient être confiés à l'ordre du Christ, la confrérie chevaleresque dont le prince Henri le Navigateur était le chef[6].

### 1460
- 18 janvier, Exsecrabilis et pristinis : Pie II défend les appels au futur concile.
- 4 avril, Fonde l’université de Nantes.

### 1478
- 1er novembre, Exigit sinceræ devotionis : Autorise les Rois catholiques à instaurer l'Inquisition en Espagne.

### 1481
- Aeterni regis : Les terres conquises en Afrique sont accordées au Roi du Portugal.

### 1484
- 5 décembre, Summis desiderantes affectibus : ordonne et organise la mise en place d'une chasse aux sorcières en Allemagne.

### 1493
- 3 mai, Eximiae devotionis : octroie des territoires d'outre-mer aux rois de Castille-et-León.
- 4 mai, Inter caetera : répartition des terres du Nouveau Monde entre l’Espagne et le Portugal.
- 26 septembre Dudum siquidem : reconnaissances étendues des possessions de la couronne d'Espagne et du Portugal, aux territoires et aux îles en dehors de l'Europe qui ne sont pas encore découverts et attribués.
- Piis Fidelium : Lance les missions sur le Nouveau Monde, affirmant l'unité du genre humain.

## XVIesiècle

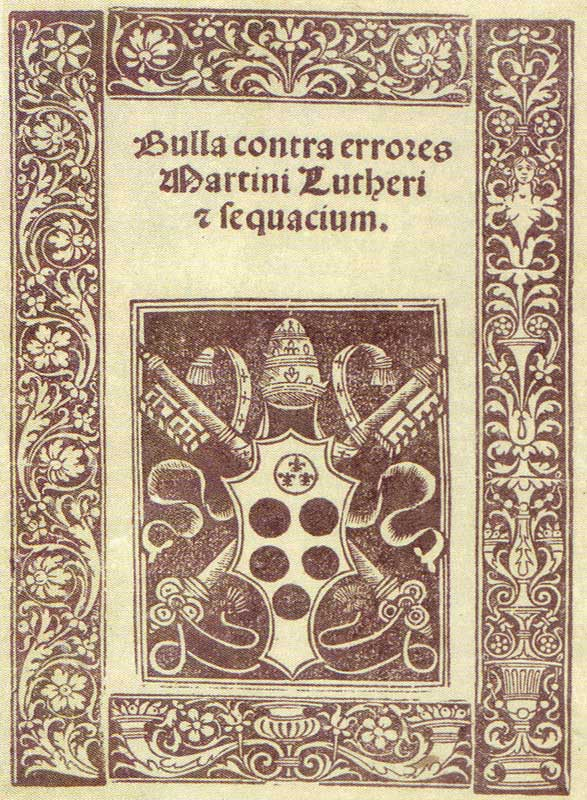
Contra errores Martini Lutheri et sequacium.

### 1505
- 19 février, Cum tam divino : une élection pontificale entachée de simonie est ipso facto nulle et non avenue.
- 12 juillet, Pius episcopus, servus servorum Dei : ad perpetuam rei memoriam : fondation de l'Université de Séville.

### 1506
- 24 janvier, Ea quæ pro bono pacis : approbation du Traité de Tordesillas.
- 10 février[7], Cum tam divino : annule toute élection simoniaque et prévoit de lourdes peines pour les membres du conclave se laissant acheter.

### 1508
- 28 juillet 1508, Universalis ecclesiae regimini : le pape Jules II accorde le droit au roi de Castille de présenter les candidats aux évêchés du Nouveau Monde. Cette bulle établit le patronage royal en Amériques, et permet au roi de percevoir la dîme

### 1510
- 2 juillet, une bulle permettant aux courtisanes de s'établir dans un quartier de Rome.

### 1511
- 1 juillet, une bulle met le royaume de France en interdit, à l'exception de la Bretagne.
- 18 juillet Sacrosanctæ : convoque un concile général à Rome, afin de neutraliser et invalider celui de Pise.
- 8 août, Pontifex romanus :  crée les trois premiers évêchés d’Amérique

### 1512
- 20 décembre, Injunctum nobis : création du « vénérable et exempt » chapitre collégial de Saint-Nicolas à Fribourg.

### 1515
- 4 mai, Inter Sollucitudines

### 1516
- 18 août, Primitiva illa ecclesia : accorde au roi de France un pouvoir sur l’Église dans son royaume.

### 1520
- 15 juin, Exsurge Domine ou Contra errores Martini Lutheri et sequacium : condamne les « erreurs » de Martin Luther et ses adhérents.

### 1521
- 3 janvier, Decet Romanum Pontificem : confirmation de l'excommunication formulée dans Exsurge Domine à la suite des 95 thèses.
- 25 avril, Alias felicis : donne une autorité quasi absolue aux franciscains en matière religieuse sur les territoires conquis par les Espagnols dans le Nouveau Monde.

### 1522
- Exponi nobis : reprend le bref pontifical omnimoda qui offre aux réguliers du Nouveau Monde, notamment les Franciscains observants, des pouvoirs épiscopaux.

### 1524
- 17 décembre, Inter sollicitudines : bulle d'indiction.

### 1534
- Clément VII condamne le divorce d'Henri VIII, cette bulle fut le prétexte du schisme d'Angleterre.

### 1536
- In Cœna Domini : prononce une excommunication générale contre tous les hérétiques, les contumaces et les ennemis du Saint-Siège.

### 1537
- 2 juin, Veritas ipsa
- 9 juin, Sublimis Deus : reconnaît les Indiens d'Amérique comme des « hommes véritables » et dénonce l'esclavage.

### 1540
- 27 septembre, Regimini militantis Ecclesiæ : donne l'approbation papale de Paul III à la formation de la Société de Jésus.

### 1548
- Janvier, Paul III crée l'Université de Reims.
- 31 juillet, Pastoralis officii : par lequel Paul III approuve les Exercices spirituels de saint Ignace de Loyola.

### 1550
- 24 février, Si pastores ovium : ouverture de l'année sainte promulguée par son prédécesseur.
- 21 juillet, Exposcit Debitum : remplace Regimini militantis Ecclesiae de 1540, Jules III confirme la Compagnie de Jésus.

### 1555
- 14 juillet, Cum nimis absurdum : par laquelle Paul IV établit le Ghetto de Rome

### 1559
- 15 février, Cum ex apostolatus officio : Paul IV déclare nulle et non avenue la nomination d'un prélat coupable d'hérésie.
- 12 mai, Super Universas : réorganisation des évêchés dans les Pays-Bas espagnols.

### 1562
- 1 février, His quae : décrète la constitution et approuve le statut de l'Ordre de Saint-Étienne, pape et martyr.

### 1564
- 13 novembre, Injunctum nobis : par laquelle Pie IV impose désormais la Professio fidei tridentina (« profession de foi tridentine »), issue du Concile de Trente, à tous les clercs, supérieurs d'ordre et professeurs d'université[8]

### 1567
- Religiosa sanctorum, remplacement du titre cardinalice Sant'Apollinare.

### 1569
- 4 mars, Hebraeorum gens : par laquelle saint Pie V interdit la présence des Juifs dans les États pontificaux en dehors de Rome et Ancône

### 1570
- 25 février, Regnans in Excelsis :  excommunication de la reine Élisabeth Ier.
- 14 juillet, Quo primum : organisant définitivement la célébration du Saint Sacrifice de la Messe

### 1572
- 5 décembre, In supereminenti : Grégoire XIII crée l'université de Pont-à-Mousson.

### 1581
- 5 décembre, Alias piae memoriae : Grégoire XIII confirme l'interdiction aux médecins juifs et infidèles de guérir des chrétiens malades.

### 1582
- 24 février, Inter gravissimas : Création du calendrier grégorien.

### 1585
- Sixte Quint prive l'héritier Henri de Bourbon de ses droits au trône de France, parce qu'il est protestant.

### 1586
- 5 janvier, Coeli et terrae creator : Sixte V condamne les pratiques démoniaques après les avoir énumérées : astrologie, géomancie, chiromancie, nécromancie, sortilèges, augures, etc.
- 3 décembre, Postquam verus : détermination du nombre maximal de cardinaux pouvant entrer au Sacré-Collège.

### 1588
- 22 janvier, Immensa aeterni Dei : réorganisation de la Curie romaine en établissant des congrégations permanentes de cardinaux pour conseiller le Pape sur divers sujets.
- Renouvellement par Sixte V de la bulle Regnans in Excelsis.
- Triumphantis Hierusalem: Sixte V élève saint Bonaventure au rang des Docteurs de l'Église.

### 1593
- 25 février, Caeca et obdurata : confirme les bulles Cum nimis absurdum et Hebraeorum gens concernant les habitations des juifs dans les États pontificaux.
- 28 février, Cum Hebraeorum malitia : le pape Clément VIII ordonne que les livres qui contiennent des blasphèmes contre la foi chrétienne (en particulier, les livres talmudiques et cabalistiques) soient livrés au clergé ou aux inquisiteurs afin d'être brûlés.

## XVIIesiècle

### 1616
- Bulle pour l'autorisation de la création de l'Ordre des Ursulines. [9]

### 1622
- 22 juin, Inscrutabili divinae providentiae : établissement de la Congrégation pour la Propagation de la foi.

### 1639
- 22 avril, Commissum Nobis : Excommunication des responsables de la réduction en esclavage des populations indigènes sous autorité du pouvoir colonial portugais.

### 1642
- 6 mars, In eminenti : condamnation et mise à l'Index de l'Augustinus de Jansenius.

### 1653
- Cum occasione : Innocent X condamna les 5 fameuses propositions de Jansénius.

### 1656
- Gratia Divina : définit l'hérésie, lance la procédure inquisitoriale et instaure la délation.

### 1665
- Prescrit un formulaire qui contenait une adhésion à la condamnation de Jansenius, et que tous les ecclésiastiques étaient forcés de signer.

## XVIIIesiècle

### 1705
- 16 juillet, Vineam Domini : condamnation de la Casuistique en Théologie morale.

### 1713
- Septembre, Unigenitus : Clément XI, à la demande des évêques de France, condamne 101 propositions extraites d'un livre du père Quesnel, prêtre de l'Oratoire et janséniste. C'est la condamnation du jansénisme. cette bulle fut l'occasion de longs troubles en France.

### 1715
- 19 mars, Ex Illa Die : confirmation à nouveau solennellement les réponses susdites de la Sacrée Inquisition et ordonne de les observer exactement et à la lettre.

### 1738
- 28 avril, In eminenti apostolatus specula : le pape condamne la franc-maçonnerie et excommunie ses membres.

### 1751
- Providas romanorum : nouvelle condamnation de la Franc-maçonnerie.

### 1755
- Beatus Andreas : autorisation de la vénération d’Andreas.

### 1765
- 12 janvier, Apostolicum pascendi munus : soutien aux Jésuites et approbation renouveler publiquement de cet Ordre religieux.

### 1776
- Romanus pontifex : Création de diocèses en Slovaquie par Pie VI.

### 1785
- Le 28 janvier, Inter plurimas : Pie VI décrète que la Cathédrale de Sankt Pölten sera le siège du diocèse de Sankt Pölten nouvellement créé.

### 1794
- 28 août, Auctorem fidei : Condamnation des actes du synode de Pistoia accusé de dérive janséniste.

## XIXesiècle

### 1801
- 7 mars, Catholicae Fidei : approbation et confirmation de l’existence des Jésuites en Russie.
- 15 août, Ecclesia Christi : entérine le Concordat de 1801.
- 29 novembre, Qui Christi Domini : supprime les 157 sièges épiscopaux français, ôtant ainsi toute juridiction aux évêques de l'Ancien Régime qui n'ont pas démissionné.

### 1803
- 1 juin, Gravissimis causis adducimur : Pie VII reconnaît la réunion du Piémont à la France.

### 1809
- 10 juin, Pie VII lance une bulle contre l'empereur Napoléon Ier, sans toucher toutefois aux droits politiques du souverain ; elle fut suivie de la captivité du pape.

### 1814
- 7 août, Sollicitudo omnium ecclesiarum: Pie VII rétablit universellement la Compagnie de Jésus

### 1817
- 6 août, Commissa Divinitus : à la suite du concordat du 11 juin 1817, rétablit un certain nombre de diocèses en France. Le concordat n'ayant pas été ratifié la bulle n'est pas suivie d'effets.

### 1821
- 16 juillet 1821, De salute animarum : réorganisation des circonscriptions ecclésiastiques du royaume de Prusse et d'autres États germaniques au sein de la Confédération germanique.

### 1822
- 6 octobre, Paternae Caritatis : rétablit plusieurs diocèses en France.

### 1839
- 3 décembre, In Supremo Apostolatus : Dénonciation d'un commerce des esclaves et de l'esclavage lui-même.

### 1854
- 8 décembre, Ineffabilis Deus : définition du dogme de l'Immaculée Conception de la Bienheureuse Vierge Marie.

### 1864
- 8 décembre, Quanta Cura : le souverain pontife critique principalement le naturalisme appliqué à la société civile. En reprenant les propos de Mirari vos, il dénonce  le laïcisme et l'anticléricalisme.

### 1868
- 28 juin, Æterni Patris : convoque les évêques du monde catholique pour le concile de Vatican I.

### 1869
- 15 octobre, Apostolicae Sedis : réduction des listes des censures et clarification de ceux qui ont été préservés.

### 1896
- Apostolicae curae : Léon XIII frappe tous les sacrements anglicans de nullité.

## XXesiècle

### 1910
- Quam singulari : Pie X permet l'accession à la communion des enfants ayant atteint l'âge de raison (autour de sept ans).

### 1927
- Catholicae Fidei : fondation du diocèse de Fukuoka.

### 1950
- 1er novembre, Munificentissimus Deus Pie XII : définit le dogme de l'Assomption de Marie.

### 1961
- 25 décembre, Humanae salutis : Jean XXIII convoque les évêques au concile Vatican II.

### 1965
- 18 novembre, Dei Verbum de Paul VI.

### 1998
- 29 novembre, Incarnationis mysterium de Jean-Paul II : appel du jubilé de l'an 2000.

## XXIesiècle

### 2015
- 11 avril, Misericordiae vultus de François : appel du Jubilé de la Miséricorde

### 2024
- 9 mai, Spes non confundit de François : appel du Jubilé 2025